# Paul Plattner
Paul Plattner (* 25. Juni 1907 in Chur; † 26. Februar 1980 im Tal 
von Bîr Umm Tâghir, Safaga, Al-Bahr al-ahmar, Ägypten) war ein Schweizer Psychiater und Sachbuchautor.

## Leben
Paul Plattner war eines von zwölf Kindern von Placidus Plattner, der im Kreuzspital in Chur als Chefarzt tätig war, und Marie geb. Clausen. Als er achtzehn war, starb sein Vater bei einem Autounfall. Er absolvierte die Matura in Chur und studierte Medizin an den Universitäten Genf und Hamburg. Plattner wollte ursprünglich Chirurg werden, wandte sich aber nach einem Blutsturz der Psychiatrie zu. Er arbeitete als Assistenzarzt an den psychiatrischen Kliniken von Basel und Bern. Plattner promovierte 1938 bei John E. Staehelin an der Universität Basel mit einer Arbeit zur Insulinschocktherapie. Er war von 1940 bis 1972 Leitender Arzt des Privaten Nervensanatoriums Wyss in Münchenbuchsee.
Nach einer Insulinschockbehandlung durch Paul Plattner erlitt Friedrich Glauser am 15. Februar 1938 in der Anstalt Friedmatt in Basel einen Insulin-Nachschock mit Bewusstlosigkeit und Zuckungen. Er stürzte und erlitt eine Schädelbasisfraktur. Von den Folgen dieser Behandlung (Kopfschmerzen, Konzentrations- und Arbeitsschwierigkeiten) erholte sich Glauser nicht mehr, er starb am 8. Dezember 1938.
Plattners Ziel war die Reintegration des psychisch Kranken in die Gemeinschaft. Er gehörte zur Bewegung «Médicine de la personne» von Paul Tournier. Ein weiteres Interesse Plattners war die Eheberatung und -therapie. Sein Buch Glücklichere Ehen wurde auf Englisch, Spanisch und Niederländisch übersetzt.
1978 gehörte Plattner zu den Mitbegründern der Stiftung Pro Mente Sana.
Er war ab dem 1. Juli 1933 mit Vera geb. Bernhard verheiratet. Plattner und seine Ehefrau starben bei einem Verkehrsunfall auf einer Reise in Ägypten.

## Schriften
- Amnestisches Syndrom nach Insulin-Cardiazolbehandlung. In: Zeitschrift für die gesamte Neurologie und Psychiatrie. Bd. 162 (1938), S. 728–740, doi:10.1007/BF02890991 (Dissertation, Universität Basel).
- Glücklichere Ehen. Huber, Bern 1950.